# Университет Корвина
Университет Корвина (Будапештский университет имени Матвея Корвина; венг. Budapesti Corvinus Egyetem) — высшее учебное заведение, расположенное в Будапеште. Университет наиболее известен своей специализацией в экономике.

## История
В 1920 году был основан факультет экономики Венгерского королевского университета (нынешний Университет имени Лоранда Этвёша), который несколько раз реорганизовывался. С 1948 года — самостоятельный университет. В 1953—1990 вуз был известен как Университет экономических наук имени Карла Маркса, с 1990 — Будапештский университет экономических наук и государственного управления. В начале 2000-х в состав университета вошло несколько других учебных заведений. В 2004 году университет был назван в честь венгерского короля Матьяша I (его прозвище «Хуньяди» (Во́рон) передано в латинском переводе: Corvinus).
Главный корпус университета на набережной Дуная включён в список объектов Всемирного наследия ЮНЕСКО в Венгрии.

## Факультеты
- Факультет бизнес-администрирования
- Факультет экономики
- Факультет социальных наук
- Факультет государственного управления
- Факультет сельскохозяйственных наук
- Факультет пищевой промышленности
- Факультет ландшафтной архитектуры

## Известные выпускники
- Ласло Андор — европейский комиссар по рынку труда, социальным вопросам и политике социальной интеграции с 2010 года
- Гордон Байнаи — премьер-министр Венгрии в (2009-2010).
- Петер Балаж — европейский комиссар по региональной политике в мае-ноябре 2004 года, министр иностранных дел Венгрии (2009—2010).
- Лайош Бокрош — министр финансов Венгрии в (1995-1996).
- Ласло Ковач — министр иностранных дел Венгрии в (1994-1998) и (2002-2004), европейский комиссар по делам налогообложения и таможни в (2004-2010)
- Петер Медьеши — премьер-министр Венгрии в (2002-2004).
- Пал Шмитт — президент Венгрии (2010-2012)

## Ректоры
- 1948—1950 Ласло Рудаш
- 1950—1953 Тамаш Надь
- 1953—1956 Бела Фогараши
- 1957—1963 Ласло Хаи
- 1963—1967 Паль Жигмонд Пац
- 1968—1973 Кальман Сабо
- 1974—1979 Беренд Тибор Иван
- 1980—1984 Эрнё Чизмадия
- 1984—1985 Миклош Сухаи
- 1985—1991 Чаба Чаки
- 1991—1997 Рудольф Андорка
- 1997—2000 Тибор Паланкаи
- 2000—2003 Аттила Цикан
- 2003—2011 Тамаш Месарош
- 2012—2016 Жолт Роштованьи
- 2016— Андраш Ланчи